# 氷見市潮風ギャラリー
氷見市潮風ギャラリー（ひみししおかぜギャラリー）は、日本の富山県氷見市にある同市出身の漫画家・藤子不二雄Ⓐのマンガミュージアムである。
氷見市が推進する「藤子不二雄Ⓐまんがワールド」の発信拠点であり、地元限定のグッズも多く扱っている。2015年（平成27年）5月2日に入場者数10万人を達成した。

## 沿革
2007年（平成19年）10月、街中の賑わい創出拠点として、空き店舗であった旧北陸銀行氷見北支店を改装して開業する。開業時の運営・指定管理は合同会社まちづくり氷見。当初は、あくまで「ギャラリー」であり、藤子不二雄Ⓐに関する展示は「まんが展」として開催されているものであった。
氷見市は藤子不二雄Ⓐの出身地であり、特に生家である光禅寺と、そのお膝元に位置する比美町商店街周辺には「忍者ハットリくんカラクリ時計」や「まんがロード」など、多くの関連施設が整備されている。こうしたことから、平成27年度よりこれらを「氷見市藤子不二雄Ⓐまんがワールド」と総称することになった。この企画のスタート事業として、2015年（平成27年）8月7日、藤子スタジオと小学館、小学館集英社プロダクションの監修・協力のもと、潮風ギャラリーにおいて延床面積の95％にも及ぶ大規模なリニューアルが行われ、展示内容は藤子不二雄Ⓐアートコレクションとして一新された。
2016年（平成28年）4月より、指定管理者が北日本新聞に変更となり、ハットリくんデザインのスタッフ用ベストと怪物くんフィギュアがまちづくり氷見より引き継がれる。また、開業10周年となる2017年（平成29年）には、記念式典や展示物の一部入れ替えを行ったほか、一般社団法人アニメツーリズム協会による「訪れてみたい日本のアニメ聖地88（2018年版）」に選定され、2018年（平成30年）7月9日には認定プレートが交付された。県内ではあわせて3か所の聖地が指定されたが、他の二つは映画「おおかみこどもの雨と雪」の舞台である上市町と、テレビアニメ「true tears」の舞台である南砺市で、展示施設としては潮風ギャラリーが唯一である。
2021年（令和3年）4月からは藤子Ⓐが上京前に記者として在籍していた富山新聞（北國新聞富山本社）に指定管理者が変更された。2022年（令和4年）7月には記者時代に担当した記事や当時の新聞に掲載されたイラストを紹介するコーナー「『まんが道』～新聞記者編～」が新設されている。

## 施設の特徴
施設は2階建てである。一階は、藤子不二雄Ⓐや作品の紹介のほか、「怪物くん」や「忍者ハットリくん」第1話全ページ、更に氷見が登場する作品の複製原画を中心とした展示物が配置されている。こうした複製原画には高品質デジタルアートプリントであるプリマグラフィが採用されている。加えて、展示コーナーの入り口部分には、怪物くんの立体像とともに唐島や立山連峰を描いた「忍者ハットリくん 氷見を翔ぶ」の大型原画も展示されている。この絵は、氷見線のラッピングやまんがワールド内のデザインにも活用されている。また、北陸銀行の支店時代には金庫が置かれていた奥のスペースには現在トキワ荘2階14号室の一間が再現されている。
二階には、デジタルまんがスクリーン、まんが図書館、ミラクルまんがアートコーナー、記念写真コーナーの各コーナーがある。デジタルまんがスクリーンは、「フキダシステム」を採用し、スクリーンの前に立つことによりキャラクターと交流できる設備で、常設施設への設置は日本初である。また、まんが図書館では約1000冊の藤子不二雄Ⓐ作品が収蔵されていることに加え、来場者が自身のスマートフォンやタブレットを利用し、デジタルコミックを試し読みすることもできる。ミラクルまんがアートコーナーは、以前にあった「まんがワークショップコーナー」に代わり、2020年（令和2年）4月下旬に設置されたもので、通常は目に見えないが、フラッシュ撮影するとキャラクターや文字が飛び出すように撮影できる特殊パネルが5枚用意されている。一角にはご当地キャラクターである「氷見のサカナ紳士録」の紹介もある。
また、来館者が参加できるイベントなども、適時開催している。

### 過去に設置されていたコーナー
- まんがワークショップコーナー - 藤子不二雄Ⓐが生前に審査委員長を務めていた「ひみキトキトまんが道大賞」の入選作品の展示や、エコバッグ作りなど、各種イベントでの体験場所として活用されていた。

## 利用案内
- 開館時間
  - 10:00～17:00
- 休館日
  - 年末年始(12月29日から1月3日)
- 料金
  - 一般 200円 / 中高生以下・障害者手帳提示者は無料
  - 団体(100人以上) : 一般 150円

また、「孫とおでかけ支援事業」の対象施設でもあり、呉西の各市もしくは富山市在住の市民は、孫もしくはひ孫と一緒に入館することで無料となる。

## アクセス
鉄道・バス
- 西日本旅客鉄道（JR西日本）氷見線氷見駅から徒歩15分、または加越能バス6分「氷見中央」下車すぐ

車
- 能越自動車道： 氷見ICから10分
- 駐車場有[12]